# Petr Šabach

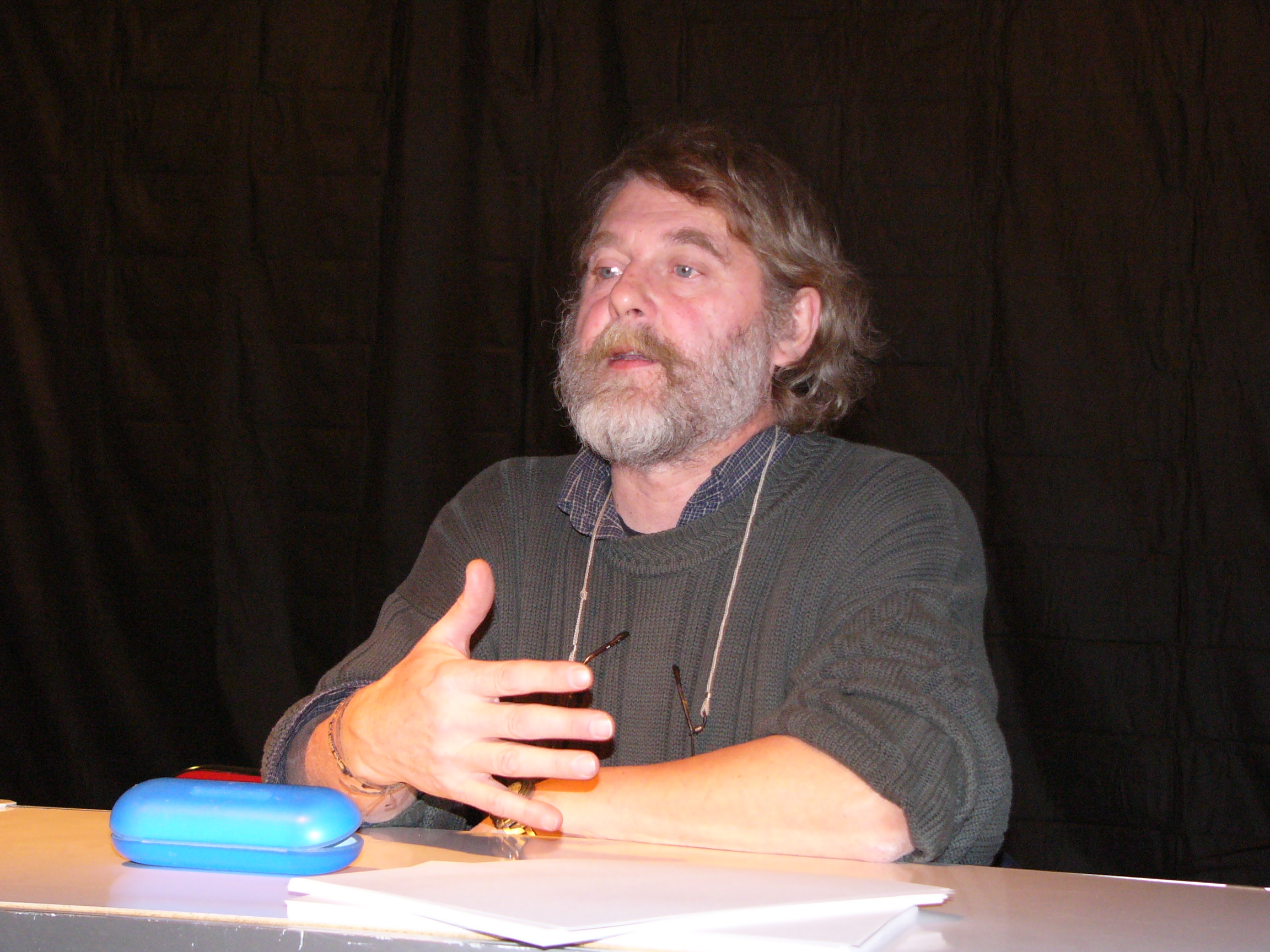
Petr Šabach (2007)

Petr Šabach (* 23. August 1951 in Prag; † 16. September 2017 ebenda) war ein tschechischer Schriftsteller.

## Leben
Petr Šabach war der Sohn eines Soldaten und wuchs in Prag auf. Ab 1974 studierte er Kulturwissenschaft an der Philosophischen Fakultät der Karls-Universität Prag. Seine Diplomarbeit befasste sich 1979 mit der Übertragung von kulturellen Werten in Familien. Bereits während seines Studiums veröffentlichte er ab 1975 erste Kurzgeschichten. Bis zur Veröffentlichung seines ersten Romans Jak potopit Austrálii arbeitete Šabach bis 1987 in unterschiedlichen Berufen, darunter auch als Nachtwächter und Hausmeister. Seine oft humorvollen und satirischen Bücher wurden später mehrfach verfilmt, darunter auch Hovno hoří zu dem von Jan Hřebejk inszenierten und 1999 veröffentlichten Kuschelnester.

## Auszeichnungen
- 2016: Karel-Čapek-Preis

## Werke
- Jak potopit Austrálii (1986)
- Hovno hoří (1994)
- Zvláštní problém Františka S. (1996)
- Putování mořského koně (1998)
- Babičky (1998)
- Opilé banány (2001)
- Čtyři muži na vodě (2003)
- Ramon (2004)
- Občanský průkaz (2006)
- Tři vánoční povídky (2007)
- Škoda lásky (2009)
- S jedním uchem naveselo (2011)
- Máslem dolů (2012)